# Unión Republicana Democrática
La Unión Republicana Democrática (URD) es un partido político venezolano de centroizquierda que fue fundado el 18 de diciembre de 1945. Nace como un partido progresista basado en las doctrinas democrática, revolucionaria, por ello adoptó el color amarillo como símbolo del partido.
Su lema es Por pan, tierra y libertad. Entre sus fundadores se destacan Elías Toro, Isaac Pardo, Jesús Leopoldo Sánchez, Andrés Otero y Amílcar Plaza. En marzo de 1946 ingresó el máximo líder del partido, Jóvito Villalba. En la actualidad no está habilitado para participar en elecciones.

## Historia

### Origen
La fundación de la Unión Republicana Democrática ocurre luego de la caída del gobierno del presidente Isaías Medina Angarita y el ascenso al poder de Rómulo Betancourt, siendo este último proclamado presidente de la Junta Revolucionaria de Gobierno. Para entonces solo existían dos partidos políticos en Venezuela: Acción Democrática (AD) y el Partido Comunista de Venezuela (PCV), aunque meses después nace el partido social cristiano Copei. Otra organización política, el Partido Democrático Venezolano (PDV), que había sido el partido de gobierno de Medina Angarita, fue ilegalizado en 1945 por la Junta Revolucionaria de Gobierno.

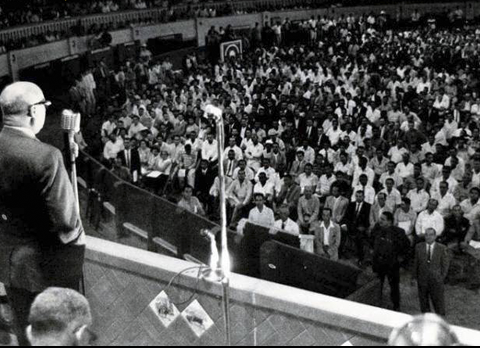
Fundación de la Unión Republicana Democrática.

En un principio la mayor parte de los miembros de URD provenían de dos organizaciones principales: unos del Partido Democrático Nacional (PDN), de inclinación izquierdista, en el cual se habían concentrado todas las fuerzas políticas opositoras al gobierno militar de Juan Vicente Gómez; y por otra parte se sumaban muchos antiguos integrantes del derechista PDV de Medina Angarita, estos últimos identificados con la corriente positivista.

### El Trienio Adeco
En 1945 con la llegada al poder de Rómulo Betancourt y el posterior triunfo de Rómulo Gallegos en las elecciones presidenciales de 1947, ambos dirigentes de Acción Democrática, se inicia un período denominado como el Trienio Adeco, el cual culmina en 1948 con otro golpe de Estado. 
En 1946 se convoca a la elección de una Asamblea Constituyente que estaría integrada por 160 miembros.  En dicha elección se impone la AD, obteniendo 137 representantes, mientras que los otros tres partidos recibieron los 23 escaños restantes, dos de los cuales correspondieron a URD. Tras dicha elección el partido decide no presentar candidatos para la elección presidencial de 1947, por considerar como abusivo el presunto ventajismo oficialista para esos comicios. Pese a ello, consiguen representación dentro de la Cámara de Senadores y de Diputados.

URD, al igual que los restantes partidos políticos, se sentía excluida y criticaba las acciones del partido gobernante, las cuales consideraba de tipo sectario. Asimismo, se lo acusaba de tener inclinaciones hegemónicas y de que ejercería el poder "agresivamente contra otros sectores democráticos, por el solo título que otorga la fuerza". El 22 de diciembre de 1948 el Directorio Nacional de URD emite un comunicado donde explica su posición ante la opinión pública sobre el golpe de Estado de ese año que había derrocado al presidente Rómulo Gallegos, decían que el golpe de 1948 tenía su origen en el golpe de 1945. En fragmentos de ese documento expresan que el error fundamental de los adecos habría sido que tras el golpe a Medina el poder habría sido:
"entregado por los militares en manos de un grupo de dirigentes civiles que de inmediato se empeñó en constituir un régimen de características muy diferentes por no decir opuestas, a las de aquél que indicaban el desarrollo histórico de la nación y las necesidades y aspiraciones de los venezolanos".
De esta forma rechazaban el cambio de rumbo que había provocado el trienio adeco acerca del desarrollo positivista que había comenzado tres décadas atrás.

### Dictadura militar
Una vez instalado el nuevo gobierno, la dirección es asumida por una Junta militar, la cual ordena de inmediato la ilegalización de AD y en 1950 la del PCV. Sin embargo, se permite a URD y a Copei seguir constituidos, aunque con ciertas limitaciones. Los urredistas esperaban de ese gobierno algunos cambios, en el escrito de 1948 decían "miramos con honda simpatía su declarado propósito de no hacer del poder, otra vez, el privilegio de un partido". El 17 de noviembre de 1952 se realiza la primera concentración política de masas que se realizaba en Venezuela desde 1948, dicho mitin era el inicio de la campaña para las elecciones de la Asamblea Nacional Constituyente de 1952. Jóvito Villalba y Mario Briceño Iragorry de URD lograron llenar la plaza de toros del Nuevo Circo de Caracas, pese a las diferencias que habían mantenido con AD, y logran sumar a su favor la mayor parte de la militancia adeca, que no podía participar dentro de la política venezolana.

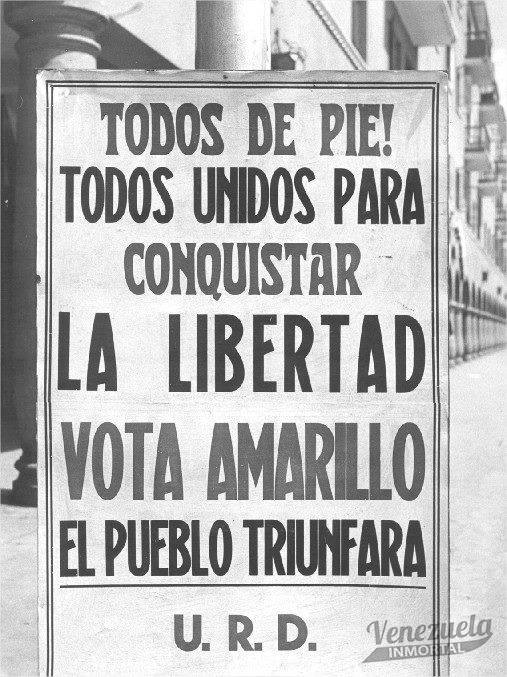
Propaganda del URD A la Asamblea Nacional Constituyente de Venezuela de 1952.

El 30 de noviembre de 1952 se realizan las elecciones para la constituyente y en la noche se conocía de una eventual victoria mayoritaria de los urredistas. La URD habría obtenido 62,8% de los votos, Copei el 16,04% y el partido oficialista de Marcos Pérez Jiménez Frente Electoral Independiente (FEI) el 21,13%. Según estos resultados previstos por URD la Asamblea Nacional Constituyente debía quedar integrada por 67 representantes de URD, 19 de Copei y 17 de FEI. Sin embargo, el Consejo Supremo Electoral (CSE) decide interrumpir la emisión de resultados esa noche y Pérez Jiménez da un golpe de Estado el 2 de diciembre, por tal motivo el organismo electoral emite un boletín definitivo dando como ganador de los comicios al FEI con 60 constituyentes, URD con 29 y Copei con 17. Cuando se dan a conocer los resultados, la Unión Republicana Democrática declara el fraude electoral. Entonces comienza un período de persecución de los líderes del partido, encarcelando a algunos de ellos y enviando al exilio a otros entre ellos a Jóvito Villalba, Mario Briceño Iragorry, Humberto Bártoli y Ramón Tenorio Sifontes.
Desde ese momento URD actúa en la clandestinidad contra el gobierno de Pérez Jiménez. En 1957 integra junto con AD, Copei y el PCV la Junta Patriótica que tenía como fin el retorno al sistema democrático. El 21 de enero de 1958 convocan a una huelga general en la que participan los sectores estudiantiles, empresariales y culturales de Venezuela, dando como resultado la caída del gobierno el 23 de enero de ese año tras el apoyo recibido por las Fuerzas Armadas. De esa manera se establece un gobierno provisional dirigido por el contralmirante Wolfgang Larrazábal. Cuando se convoca a elecciones generales para elegir presidente, Larrazábal deja el gobierno provisional para lanzar su candidatura y su lugar es ocupado por Édgar Sanabria.

### Retorno a la democracia

#### Pacto de Puntofijo

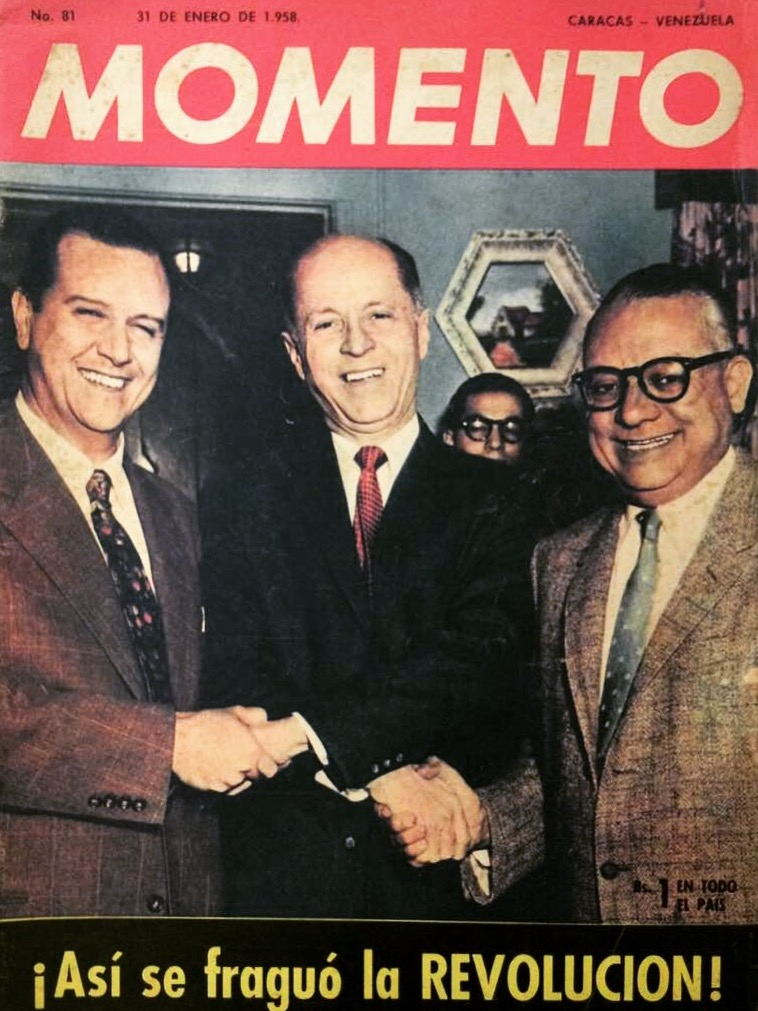
Rafael Caldera, Jóvito Villalba y Rómulo Betancourt.

El 31 de octubre de 1958 los partidos AD, Copei y URD firman un documento conocido como el Pacto de Puntofijo en el que se establecía el respeto a la nueva institucionalidad, a los resultados electorales inmediatos, el establecimiento de un Gobierno de Unidad Nacional y la aplicación de un programa de gobierno mínimo común entre todos los factores que lo suscribían para el quinquenio 1959-1964. Pese al carácter del documento, el Partido Comunista fue excluido de la firma del mismo por la postura anticomunista del líder adeco Rómulo Betancourt.
Para esa elección URD le otorga su respaldo a la candidatura presidencial de Wolfgang Larrazábal, que se mediría contra Rómulo Betancourt de AD y Rafael Caldera de Copei. En diciembre de 1958 se llevan a cabo las elecciones presidenciales, resultando electo Betancourt con el 48,80% de los votos, seguido por Larrazábal que obtiene el 34,88% aportados principalmente por los urredistas y en menor medida por los comunistas y el partido independiente MENI. Los resultados electorales dejaban a URD como el segundo partido nacional en Venezuela al obtener el 30,67% de la votación. Entre el grupo de parlamentarios electos del partido se destacaban Arturo Uslar Pietri y Fabricio Ojeda.
En 1962 la Dirección Nacional del partido decidió retirarse del Pacto de Puntofijo por las diferencias que había mantenido de manera continua contra el gobierno de Betancourt, especialmente por el manejo de la política exterior venezolana con la aplicación de la Doctrina Betancourt y la postura oficialista respecto a la petición de expulsión de Cuba de la Organización de Estados Americanos. Ese mismo año uno de los miembros más prominentes del partido, el diputado por el Distrito Federal Fabricio Ojeda, se retira del Congreso Nacional junto con otro grupo reducido de miembros de la organización para sumarse a la lucha guerrillera o Lucha Armada contra el gobierno de Betancourt.

#### Ancha Base
Para las elecciones de 1963 lanzan la candidatura presidencial de su líder Jóvito Villalba, al que luego se suma el apoyo del Partido Socialista de Venezuela y MENI. El crecimiento de la candidatura de Villalba parecía importante, pero ese año el partido sufrió varios reveses. Por un lado, Wolfgang Larrazábal lanza su candidatura con un partido nuevo, la Fuerza Democrática Popular (FDP) y al mismo tiempo Arturo Uslar Pietri hace lo mismo fundando el Comité Independiente Pro Frente Nacional (CIPFN), el cual más tarde se transformaría en el Frente Nacional Democrático (FND).
Los resultados de las elecciones dejaban dos cambios significativos para URD. El primero de ellos fue el desplazamiento como segunda fuerza política tras conseguir el 17,51% de los votos, resultado inferior al obtenido por Acción Democrática y Copei, en parte explicado por la dispersión del electorado que representaban Larrazábal y Uslar. El otro de los cambios importantes era su inclusión dentro del nuevo gobierno electo, ya que apenas instalado Raúl Leoni propone a varios sectores políticos la conformación de una coalición de gobierno a través de un acuerdo denominado Ancha Base. Este es aceptado por la Dirección Nacional del partido. El pacto es suscrito el 5 de noviembre de 1964 y por medio de él los urredistas logran acceder a las carteras ministeriales de Fomento, Trabajo, Comunicaciones y Sanidad y Asistencia Social, además de la designación de Alirio Ugarte Pelayo como presidente de la Cámara de Diputados. En abril de 1968 el partido decide retirarse del acuerdo de Ancha Base para iniciar su propia campaña electoral para las elecciones presidenciales y parlamentarias de ese año.

#### Escisiones
Las disputas sobre la participación del partido dentro de los gobiernos de Betancourt y Leoni hacían que las pugnas dentro de la organización cobraran mayor fuerza. La incursión de algunos miembros del partido a las guerrillas izquierdistas y los contactos de otros con Pérez Jiménez provocan serias divisiones dentro del partido. Estas no se manifestaron de inmediato sino a inicios de 1964, cuando se decide expulsar de la organización a José Vicente Rangel, Luis Miquilena, Luis Hernández Solís y José Herrera. Dichas expulsiones fueron motivadas por desacatar las órdenes de la Dirección Nacional del partido de apoyar al gobierno de Ancha Base de Leoni. Los dirigentes expulsados conforman en febrero de ese año el partido Vanguardia Popular Nacionalista (VPN). En 1965 la situación empeora cuando algunos de los miembros disidentes izquierdistas de URD se unen al Partido Revolucionario de Integración Nacionalista (PRIN) y luego en 1966 buena parte de los militantes urredistas del Estado Aragua deciden separarse del partido y fundar el Movimiento Democrático Independiente (MDI). Este fue liderado por Alirio Ugarte Pelayo y fue una de las escisiones más importantes del partido, la cual desapareció en 1978. 
Entre los restantes partidos nacidos en la década de los setenta producto de la división de la Unión Republicana Democrática se encontraba UPI y el Movimiento Renovación Nacional (Morena), este último fundado por Leonardo Montiel Ortega. Al igual que el resto de las organizaciones políticas que se desprendieron de URD, tuvieron una existencia efímera pero lograron mermar significativamente el partido.

#### Los frentes
Ante la creciente amenaza que representaba para URD la conformación de un régimen bipartidista y su delicada situación interna luego de las cuatro escisiones, estos deciden crear o unirse a coaliciones y frentes con otros partidos anti adecos. No se tomaba en consideración si estos mantenían tendencias políticas de derecha o izquierda, mientras tuvieran como objetivo común frenar el poder alcanzado por AD y Copei. Estas coaliciones fueron de tipo nacionalistas y compartían buena parte de los objetivos trazados en una hipotética llegada al poder. 
Para las elecciones de 1968 lanzan la candidatura a la presidencia de la República al diplomático Miguel Ángel Burelli Rivas, en una coalición denominada Frente de La Victoria. La misma estaba compuesta por un grupo de partidos que deseaban la alternabilidad del poder y que no se identificaban con las propuestas de AD y Copei. Dicha coalición estaba conformada por la URD, el Frente Nacional Democrático (FND), la Fuerza Democrática Popular (FDP) y el MENI. El candidato logró el 22,22% de los votos pero URD sufría una nueva caída, ya que era desplazado por una escisión de AD, el Movimiento Electoral del Pueblo (MEP) como la tercera fuerza nacional.
En 1970 la Unión Republicana Democrática propone la conformación de un grupo de especialistas de varios sectores nacionales venezolanos para encargarse de un futuro proceso de nacionalización petrolera. La dirección del partido encargó esa tarea a Leonardo Montiel Ortega, el cual asumió una conducta activa al acusar a las compañías petroleras transnacionales de intentar presionar al gobierno venezolano disminuyendo la producción del crudo. Esta política partidista hace que sus posiciones nacionalistas se aproximen a las del MEP.
Para 1972 URD parecía recuperarse cuando inicia una serie de conversaciones con el MEP y que luego se extienden al Partido Comunista para formar otra coalición. Esta sería eminentemente de izquierda, el Frente Nacionalista Popular conocida como la Nueva Fuerza y se conforma a mediados de ese año. Esta se había trazado una serie de objetivos para una posible llegada al poder de lo que denominarían un gobierno de Unidad Popular, entre ellas incluían la nacionalización del petróleo, hierro, banca y electricidad, además de terminar con el latifundismo y hacer realidad un plan de construcción de viviendas, entre otros. La coalición planteó un sistema de elección entre los tres partidos para decidir la candidatura para las presidenciales de 1973, el acuerdo indicaba que cada organización llevaría 300 delegados a un Congreso e invitarían a otros 300 independientes. Al realizarse las votaciones de la Nueva Fuerza estas dieron como ganador al precandidato del MEP, Jesús Angel Paz Galarraga, pero desde ese momento comenzaron los problemas. URD no veía a Paz Galarraga como ganador de la presidencia porque según ellos la candidatura se mantenía estancada, la directiva del partido le planteó al MEP que su candidato declinara en favor de Villalba, pero los mepistas no aceptaron la oferta. Así los urredistas deciden separarse de la coalición de partidos izquierdistas y optaron nuevamente con la candidatura presidencial de Villalba. Los resultados fueron negativos para el partido, tras alcanzar el 3% de los votos.

#### Alianzas con el bipartidismo
Para la década de los setenta, el partido no presenta candidatos propios y se queda sin representación por elección directa dentro de la Cámara de Senadores hasta la desaparición de la misma a finales de 1999. Desde entonces URD obtuvo un número muy limitado de representantes para la Cámara de Diputados. Ante ese panorama URD inició conversaciones con el partido socialcristiano Copei, las cuales denominó "alianzas electorales", sin que ello implicase una alianza política con esa organización. 
La intención era apoyar la candidatura de Luis Herrera Campíns para la elección de 1978, pero en contraparte los socialcristianos debían ofrecer a URD 2 escaños en el Senado y 5 en la Cámara de Diputados. Luego de realizarse las elecciones el partido obtuvo 3 Diputados por sí solo y se cumplió el acuerdo electoral con Copei al otorgarle los puestos en las dos cámaras. En las elecciones presidenciales de 1983 sellan otra alianza con condiciones similares para el Congreso Nacional con el rival de Copei, el partido Acción Democrática. Este presentaba a Jaime Lusinchi, así en 1983 logra sumar puestos en las cámaras de Senadores y Diputados. El partido tenía planificado en un principio apoyar la candidatura presidencial de Renny Ottolina en 1978, pero su lamentable fallecimiento truncó esa posibilidad.

#### Autonomía y coaliciones

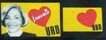
Unión Republicana Democrática en la boleta de votación de las Elecciones generales de Venezuela de 1988.

En 1988 postulan a Ismenia Villalba, exconcejal y exdiputada por el Distrito Federal y el Estado Nueva Esparta de URD, quien era además esposa de Jóvito Villalba. Por vez primera una mujer aspiraba a la presidencia de la República en Venezuela, aunque sin resultados favorables. En 1993 el partido se suma a una coalición denominada el "Chiripero" que agrupaba a varios partidos izquierdistas y de centro para apoyar la candidatura de Rafael Caldera. URD fue el tercer partido más votado de esa coalición y Caldera logró el triunfo.
En las elecciones presidenciales de 1998 le otorgan el apoyo a Luis Alfaro Ucero candidato de AD, pero ante la creciente popularidad del entonces candidato Hugo Chávez los adecos deciden retirarle su apoyo a Alfaro Ucero. Aun así URD continúo su apoyo, lo cual dio como resultado el nivel de votación más bajo de toda la historia del partido, al obtener poco más de 5 mil votos. Ese mismo año consiguió un escaño en la Cámara de Diputados del Congreso Nacional, pero al no conseguir ningún escaño dentro de la Asamblea Nacional Constituyente quedó sin representación parlamentaria tras la disolución de la misma.

### Actualidad
Con la entrada en vigencia de la Constitución de Venezuela de 1999 se inicia un período conocido como la democracia participativa. Por ello se disponía la renovación de todos los poderes públicos, incluidos los cargos de elección popular. URD decidió no presentar candidatos ni su tarjeta para las elecciones de 2000, manteniendo un perfil bajo dentro de la política venezolana, aunque definiendo su postura opositora a la administración de Hugo Chávez. En 2002 el partido se sumó a la Coordinadora Democrática, que agrupaba una veintena de partidos políticos opositores a Chávez y que buscaba la salida del poder del mismo por todos los medios, siempre que estos fueran constitucionales. Dicha agrupación de partidos desaparece luego de la reafirmación del mandato de Chávez en el Referendo Presidencial de 2004. 
En las elecciones parlamentarias de 2005 deciden no participar, al igual que la mayoría de las organizaciones opositoras, por considerar que las condiciones del Consejo Nacional Electoral eran fraudulentas. En la elección presidencial de 2006 respaldan la candidatura de Manuel Rosales de Un Nuevo Tiempo (UNT), quien pierde frente a Chávez. URD fue el sexto partido en aportar mayor número de votos a Rosales, pasando a ser el décimo segundo partido con mayor número de votos en Venezuela.
En 2007 el partido se opone al Proyecto de Reforma constitucional presentado por Hugo Chávez y se inscriben dentro del Bloque del No, junto con otros partidos opositores para rechazar ese proyecto. En diciembre de ese año se realiza el Referendo dando como ganadora la opción del No. El 23 de enero de 2008 nueve partidos de oposición encabezados por UNT, Primero Justicia (PJ), Copei y AD firman un Acuerdo de Unidad Nacional para comprometerse a presentar candidaturas unitarias para las elecciones regionales de 2008, luego el 27 de febrero de ese año otros ocho partidos entre ellos URD deciden sumarse al acuerdo de la coalición opositora Unidad Nacional.

## Participación electoral

### Elecciones presidenciales
|  | 30.67 % |

|  | 34.61 % |

|  | 17.51 % |

|  | 18.89 % |

|  | 11.82 % |

|  | 22.22 % |

|  | 3.07 % |

|  | 1.02 % |

|  | 46.64 % |

|  | 1.30 % |

|  | 56.72 % |

|  | 0.69 % |

|  | 0.84 % |

|  | 0.59 % |

|  | 30.46 % |

|  | 0.08 % |

|  | 0.42 % |

|  | 0.73 % |

|  | 36.90 % |

|  | 49.12 % |

## Personalidades de URD

### Directivos de URD en la actualidad
- Presidente: Rafael Rodríguez Mudarra
- Secretario General: Arnaldo González Ponce
- Subsecretario General: Juan Vicente Guerra

- Secretarios Políticos:
  - Ángel Brito Villarroel
  - Ángel Fermín
  - Sady Silva
  - Héctor Calles
  - Ulises Rafael Giménez
  - Rafael Leonardi

### Líderes fundadores
- Elías Toro
- Juan Germán Otero
- Isaac José Pardo Soublette
- Jesús Leopoldo Sánchez
- Amílcar Plaza Delgado
- Eduardo Arnal
- Jorge Figarella Delepiani
- Inocente Palacios
- Otros

### Líderes incorporados posteriormente
- Jóvito Villalba
- Alfredo Tarre Murzi
- Pablo González
- Manuel López Rivas

## Ideología
Tras la muerte del presidente Juan Vicente Gómez en 1935, se inició en Venezuela un proceso de apertura democrática gradual por parte del nuevo presidente, Eleazar López Contreras. Contreras ejerce el poder hasta 1941 y es sucedido por Isaías Medina Angarita, el cual a su vez es derrocado en 1945. Las organizaciones políticas que comenzaron a formarse durante ese período siguieron tres cosexo de este grupo se formaron los futuros cuadros que integrarán la Unión Republicana Democrática, entre 1936 y 1945.
Si bien el partido es fundado en 1945 como una organización liberal progresista, la estructura ideológica de la organización se determinó durante la I Convención Nacional de URD, que se realizó en Caracas el 28 de febrero de 1947. En esa convención se estableció al partido como un "partido de carácter electoral", inspirado en una doctrina democrática, nacionalista, popular y revolucionaria como únicos medios legítimos para alcanzar el bienestar nacional y de sus ciudadanos; y por tales consideraciones se declaran opuestos a las prácticas latifundistas a nivel interno y las imperialistas en el ámbito internacional.
Al momento de su fundación el partido se auto definió como Centroizquierda, aunque sin llegar a rosar el marxismo y la Socialdemocracia. Por ello se establece como un partido policlasista con un esquema organizacional de tipo piramidal. El mismo está integrado por una Dirección Nacional conformada por un grupo reducido de miembros, una Asamblea de representación más numerosa y las Direcciones regionales y municipales que abarcan la totalidad del territorio venezolano.